# Apacheta

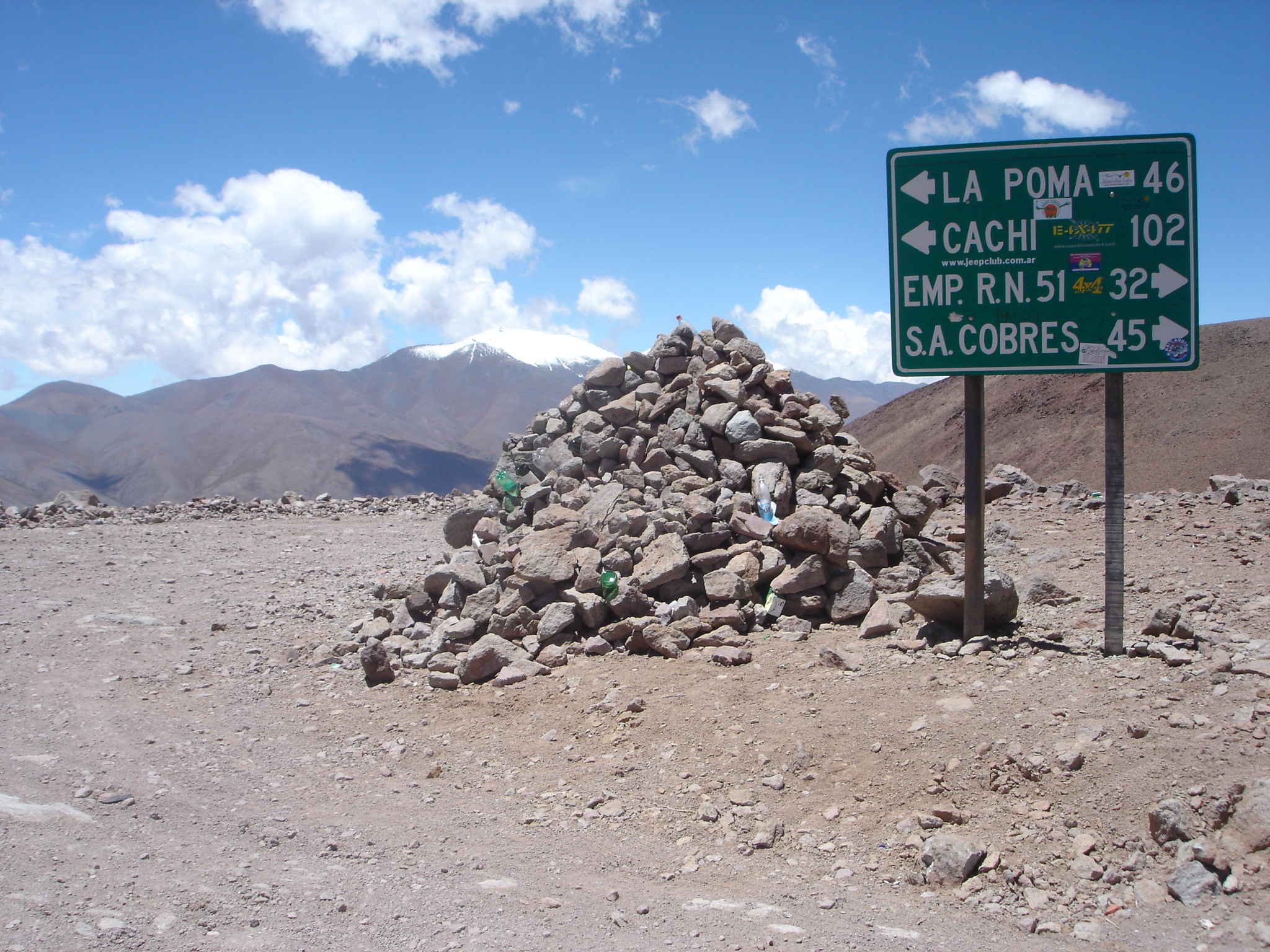
Apacheta à Abra del Acay, sur un ancien chemin inca, à 5061 mètres d'altitude) au point le plus haut de la route nationale 40 en Argentine.

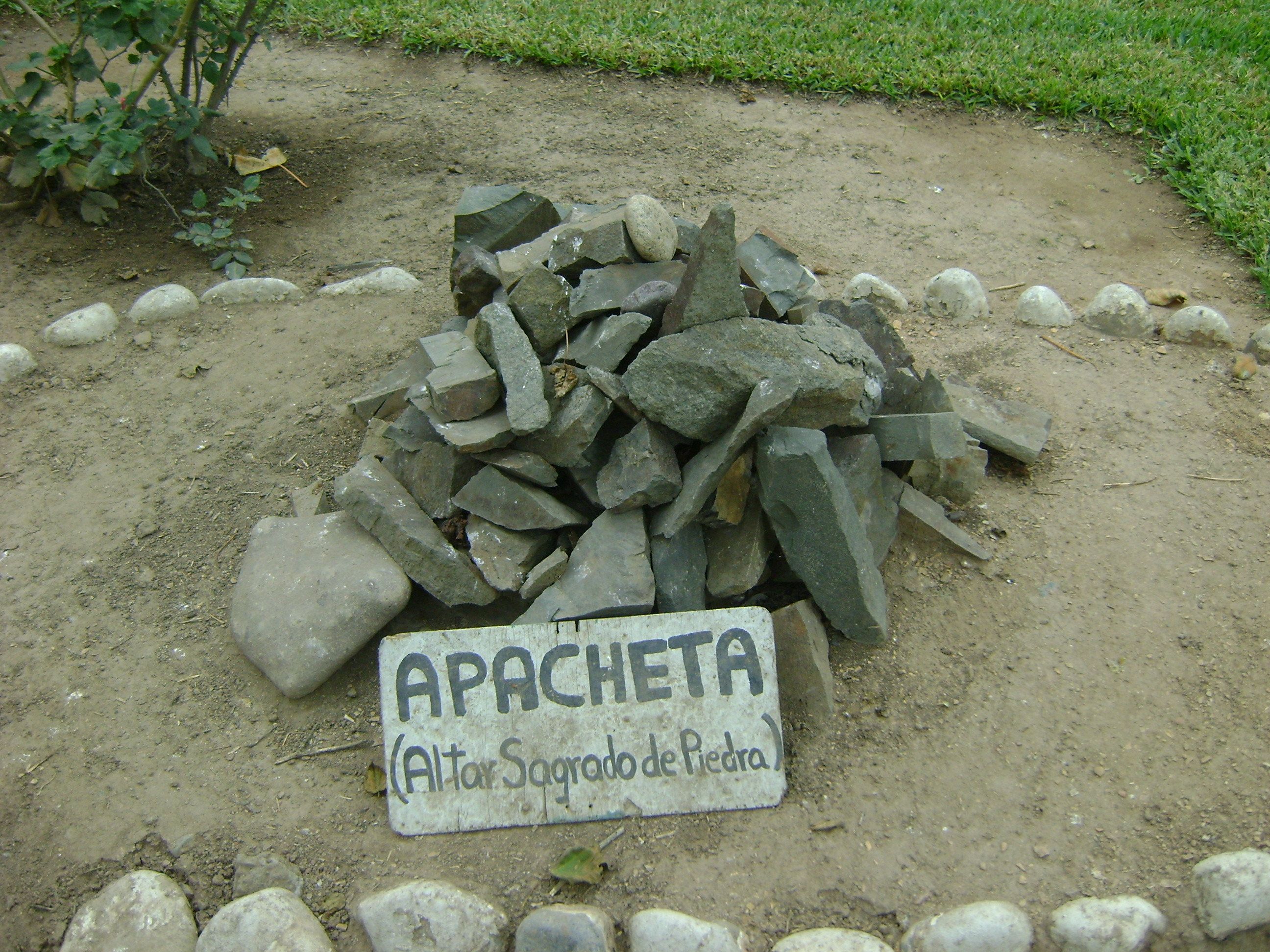
Apacheta dans le Jardin Botánico de Lima au Pérou.

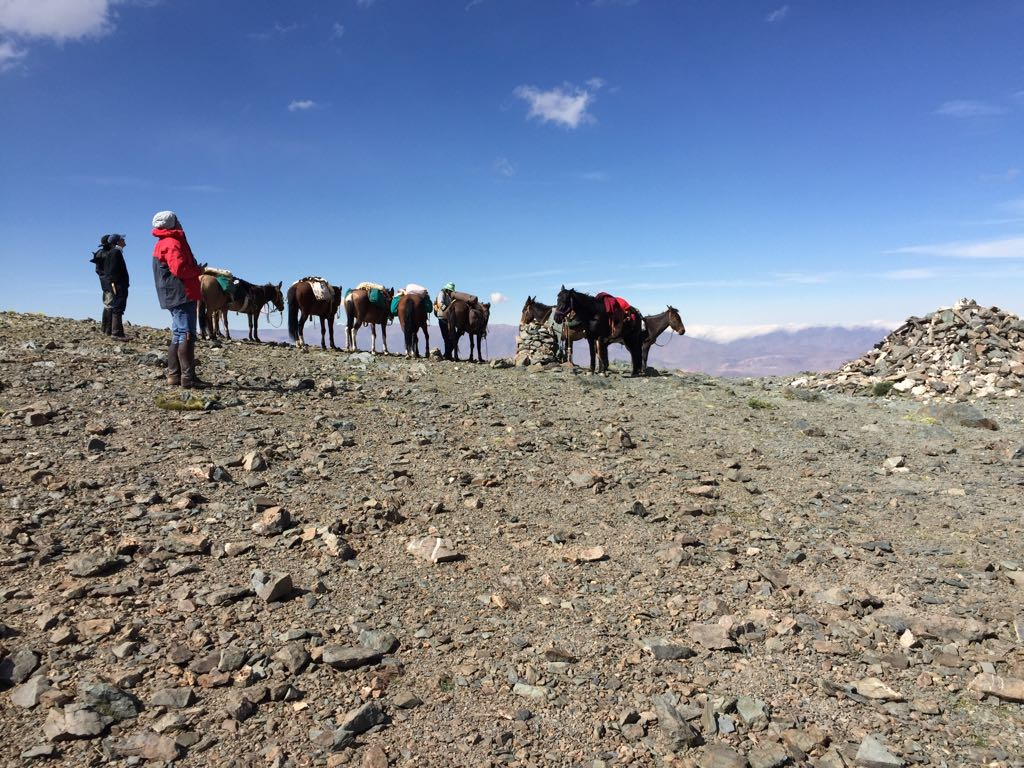
Apachetas sur le chemin des Chapelles

Un apacheta, mot issu des langues quechua et aimara apachita signifiant « lieu de repos », est un monticule de pierres entassées en forme conique. Ils sont créés par les populations indigènes des Andes en Amérique du Sud comme offrande à la déesse inca Pachamama et/ou aux déités du lieu, dans les passages difficiles des chemins. Il désigne par déformation les points culminants de la cordillère des Andes.

## Origine
Il s'agit de monuments sacrés, bâtis en des points différents des montées des chemins incas,.
Avec le temps, les apacheta se sont transformées en objets semblables à des bornes marquant ces chemins. Ils se trouvent aux lieux où les voyageurs en appellent ou remercient la déesse de la terre Pachamama et aux dieux des montagnes, les apus.
La croyance veut que ces divinités protègent le voyageur qui laissait en offrande des chiques de coca, des feuilles de coca, de tabac, de boissons fermentées, de fleurs,.

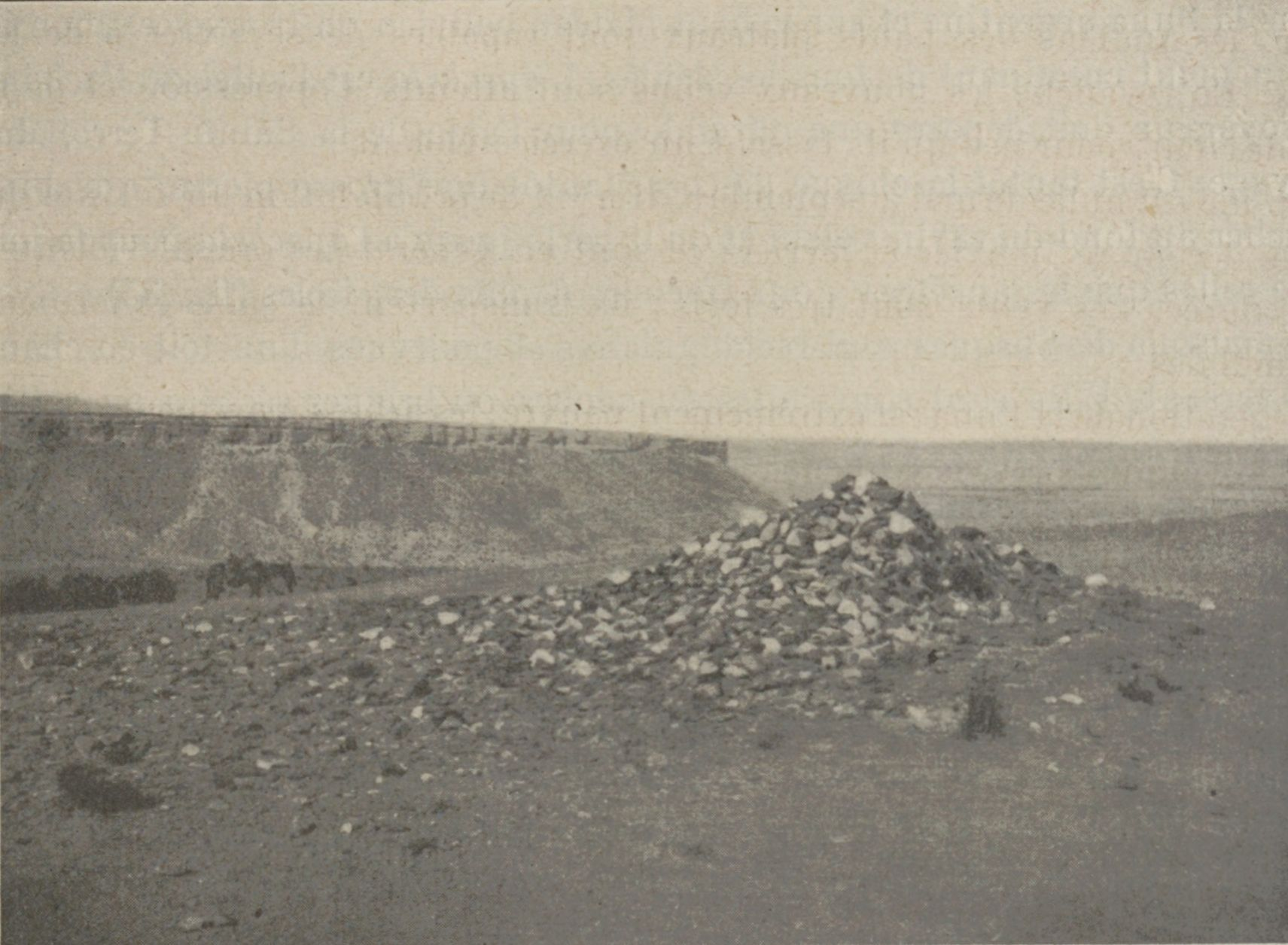
Photo d'un apacheta de la puna de Jujuy vers 1910.

À différence d'un tumulus, un apacheta n'est pas érigé comme chambre funéraire ni pour couvrir des sépultures ou comme pierre tombale. La grande majorité sont solitaires et isolés. Enlever les pierres d'un apacheta est une profanation, équivalente au sacrilège.
Les voyageurs y laissent des reliques pour s'assurer bon voyage,, des pierres qu'ils vont chercher dans des ravins proches pour s'assurer contre la mauvaise fortune domestique. Le déplacement des pierres est synonyme de malheur ,. Les objets sont placés en prononçant le mot "apacheta",.

## Controverse sur la signification
Certains auteurs ne valident pas la signification des apacheta comme offrande et/ou lieux de prière à la déesse Pachamama, mais pensent qu'ils sont apparus par la volonté des populations des villages andins de diviser l'espace, mesurer des distances, marquer et séparer des secteurs ou des territoires ; selon d'autres, il ne s'agissait que de matériaux transportés pour construire des postes de guet aux points stratégiques des routes incas.
Certains auteurs évoquent des tumulus élevés en mémoire de morts survenues durant des voyages sur la route.